# Luo Ruiqing
Luo Ruiqing (xinès simplificat: 罗瑞卿), al qual Mao Zedong denominava Luo l'Alt, fou un militar i polític xinès nascut a Nanchong (Sichuan) el 31 de maig de 1906 i el mort a Heidelberg (llavors Alemanya Occidental), el 3 d'agost de 1978. Va ser una figura cabdal a la Llarga Marxa, en la Guerra civil de la Xina, la Guerra de Corea.i en el conflicte armat entre la Xina i l'Índia

## Biografia
La família de Luo Ruiqing tenia propietats rurals. S'incorporà al Partit Comunista de la Xina l'any 1926 Després de l'Aixecament de Nanchang (1927) que enfrontà comunistes amb el Kuomintang se'n va a la URSS on va rebre formació sobre els serveis secrets de la policia. I més tard viatjà a França.
A la Conferència de Lushan (1959) és dels qui donen suport a la política del Gran Salt Endavant que pretenia canviar l'economia xinesa, passant de dependre de l'agricultura a una economia basada en la indústria i criticà Peng Dehuai que no era partidari a aquesta política.
Mao tenia gran afecte i confiança per Luo cosa que irritava Lin Biao. Moltes vegades les ordres que Mao volia transmetre als militars es feien mitjançant Luo (fins i tot les que anaven adreçades a Lin i això era degut al fet que la salut i les fòbies del ministre de Defensa el mantenien, amb freqüència, inaccessible. Quan l'esposa de Mao el trucà per comunicar-li que Mao el necessitava per intensificar el control total del seu poder, Lin va considerar que havia arribat la seva oportunitat per marginar Luo l'Alt. Mao es va veure obligat a fer caure en desgràcia el seu fidel col·laborador. Així, als inicis de 1966, en l'evolució Cultural és detingut i acusat d'implicació en un cop d'estat. Humiliat i maltractat intentà suïcidar-se saltant des d'una considerable alçada (un tercer pis) però, malgrat tot, va sobreviure amb greus lesions a les cames. Va morir a Alemanya on va anar per fer-se un tractemanet mèdic. Després de la mort de Lin Biao ha estat rehabilitat.